# Greig McRitchie
Greig McRitchie est un compositeur de musique et arrangeur américain, né le 8 septembre 1914 dans le comté d'Alameda en Californie (États-Unis) et mort le 23 décembre 1997.

## Biographie
Greig McRichie a surtout œuvré en tant qu'orchestrateur pour le cinéma et la télévision.
Après des débuts aux côtés de Jerry Fielding, il collabora au cours de sa carrière avec d'autres illustres compositeurs comme John Barry, notamment sur le film Danse avec les loups. Mais, c'est avec Basil Poledouris et James Horner que son travail d'orchestrateur fait merveille, sur des partitions célèbres telles que Conan le Barbare et Krull.

## Filmographie sélective

### comme orchestrateur ou arrangeur
- 1972 : Les Collines de la terreur (Musique : Jerry Fielding)
- 1974 : Apportez-moi la tête d'Alfredo Garcia (Musique : Jerry Fielding)
- 1976 : L'inspecteur ne renonce jamais (Musique : Jerry Fielding)
- 1977 : Légitime violence (Musique : Barry DeVorzon)
- 1978 : L'Invasion des profanateurs (Musique : Denny Zeitlin)
- 1978 : Graffiti Party (Musique : Basil Poledouris)
- 1978 : The Wiz (Musique : Quincy Jones)
- 1980 : Le Lagon bleu (Musique : Basil Poledouris)
- 1982 : Conan le Barbare (Musique : Basil Poledouris)
- 1982 : Dar l'Invincible (Musique : Lee Hodridge)
- 1982 : 48 Heures (Musique : James Horner)
- 1983 : La Foire des ténèbres (Musique : James Horner)
- 1983 : Krull (Musique : James Horner)
- 1983 : Brainstorm (Musique : James Horner)
- 1983 : Gorky Park (Musique : James Horner)
- 1984 : Star Trek 3 : À la recherche de Spock (Musique : James Horner)
- 1984 : Conan le Destructeur (Musique : Basil Poledouris)
- 1985 : La Chair et le Sang (Musique : Basil Poledouris)
- 1985 : Natty Gann (Musique : James Horner)
- 1985 : Commando (Musique : James Horner)
- 1985 : La Couleur pourpre (Musique : Quincy Jones)
- 1986 : Aliens, le retour (Musique : James Horner)
- 1986 : Fievel et le nouveau monde (Musique : James Horner)
- 1987 : Projet X (Musique : James Horner)
- 1987 : Amerika - (mini-série TV)- (Musique : Basil Poledouris)
- 1988 : Miracle sur la 8e rue (Musique : James Horner)
- 1988 : Willow (Musique : James Horner)
- 1988 : Cocoon, le retour (Musique : James Horner)
- 1988 : Le Petit dinosaure et la vallée des merveilles (Musique : James Horner)
- 1989 : S.O.S. Fantômes 2 (Musique : Randy Edelman)
- 1990 : Chérie, j'ai rétréci les gosses (Musique : James Horner)
- 1990 : Mon père (Musique : James Horner)
- 1990 : Glory (Musique : James Horner)
- 1990 : A la poursuite d'Octobre rouge (Musique : Basil Poledouris)
- 1990 : 48 heures de plus (Musique : James Horner)
- 1990 : Bienvenue au Paradis (Musique : Randy Edelman)
- 1990 : Mr Quigley l'Australien (Musique : Basil Poledouris)
- 1990 : Danse avec les loups (Musique : John Barry)
- 1990 : Un flic à la maternelle (Musique : Randy Edelman)
- 1991 : Croc-Blanc (Musique : Basil Poledouris)
- 1991 : Retour au Lagon Bleu (Musique : Basil Poledouris)
- 1991 : Fievel au Far West (Musique : James Horner)
- 1992 : Le Dernier des Mohicans (Musique : Randy Edelman)
- 1992 : Wind (Musique : Basil Poledouris)
- 1992 : Monsieur le député (Musique : Randy Edelman)
- 1992 : Proposition indécente (Musique : John Barry)
- 1993 : Ruby Cairo (Musique : John Barry)
- 1993 : RoboCop 3 (Musique : Basil Poledouris)
- 1993 : Dragon, l'histoire de Bruce Lee (Musique : Randy Edelman)
- 1993 : Hot Shots! 2 (Musique : Basil Poledouris)
- 1993 : Sauvez Willy (Musique : Basil Poledouris)
- 1994 : Terrain miné (Musique : Basil Poledouris)
- 1994 : Serial Mother (Musique : Basil Poledouris)
- 1994 : L'Expert (Musique : John Barry)
- 1994 : Le Livre de la jungle (Musique : Basil Poledouris)
- 1995 : Sauvez Willy 2 (Musique : Basil Poledouris)
- 1995 : Les Légendes de l'Ouest (Musique : Randy Edelman)
- 1995 : Casper (Musique : James Horner)
- 1995 : Piège à grande vitesse (Musique : Basil Poledouris)
- 1995 : Sauvez Willy 2 (Musique : Basil Poledouris)
- 1996 : The War at Home (Musique : Basil Poledouris)
- 1997 : Breakdown (Musique : Basil Poledouris)
- 1997 : La Piste du tueur (Musique : Basil Poledouris)
- 1997 : Starship Troopers (Musique : Basil Poledouris)

### Comme compositeur
- 1987 : Mariah (série TV)
- 1985 : Nord et Sud (mini-série TV) - Musique additionnelle
- 1987 : Amerika (mini-série TV) - Musique additionnelle
- 1983 : Hôtel (série TV)